# Округ Братислава III
Округ Братислава III (слч. Okres Bratislava III) округ је у Братиславском крају, у Словачкој Републици. Административно средиште округа је град Братислава.

## Географија
Налази се у централном дијелу Братиславског краја.
Граничи:
- на сјеверу и западу је Округ Братислава IV,
- сјевероисточно Округ Пезинок,
- јужно Округ Братислава I,
- југоисточно Округ Братислава II.

Клима је умјерено континентална.

## Становништво
| Година:    | 1994.  | 2004.   | 2014.   | 2024.    |
| ---------- | ------ | ------- | ------- | -------- |
| Број људи: | 64 587 | 61 614  | 63 081  | 78 125   |
| Разлика:   |        | -4,60 % | +2,38 % | +23,84 % |

| Година:    | 2023.  | 2024.   |
| ---------- | ------ | ------- |
| Број људи: | 77 594 | 78 125  |
| Разлика:   |        | +0,68 % |

Према подацима о броју становника из 2011. године округ је имао 61.470 становника. Словаци чине 90,91% становништва.
| Етнички састав (2011)‍ | Етнички састав (2011)‍ | Етнички састав (2011)‍ | Етнички састав (2011)‍ | Етнички састав (2011)‍ |
| --------------------- | --------------------- | --------------------- | --------------------- | --------------------- |
|                       |                       |                       |                       |                       |
| Словаци               | Словаци               |                       | 0                     | 90,91%                |
| Мађари                | Мађари                |                       | 0                     | 2,49%                 |
| Чеси                  | Чеси                  |                       | 0                     | 1,43%                 |
| остали, непознато     | остали, непознато     |                       | 0                     | 5,17%                 |

## Насеља
У округу се налази три градска насеља.